# Liu Zhongli
Liu Zhongli (chinesisch 刘仲藜, Pinyin Liú Zhònglí; * Oktober 1934 in Ningbo, Republik China) ist ein chinesischer Politiker der Kommunistischen Partei Chinas.

## Leben
Von 1988 bis 1992 war Liu Stellvertretender Finanzminister von China. Als Nachfolger von Wang Bingqian war er von 1992 bis 1998 Finanzminister in China. Ihm folgte im Amt als Finanzminister Xiang Huaicheng.